# Atmosphère terrestre
Pour les articles homonymes, voir Atmosphère.
L'atmosphère terrestre est l'enveloppe gazeuse, entourant la Terre, que l'on appelle air. L'air sec se compose à 78,084 % de diazote, à 20,946 % de dioxygène, à 0,934 % d'argon, à 0,0428 % de dioxyde de carbone, et de traces d'autres gaz. L'atmosphère protège la vie sur Terre en filtrant le rayonnement solaire ultraviolet, en réchauffant la surface par la rétention de chaleur (effet de serre) et en réduisant partiellement les écarts de température entre le jour et la nuit.
Les nuages, constitués de particules liquides ou solides en suspension dans l'air, ne sont pas considérés comme des constituants de l'atmosphère. En revanche, la vapeur d'eau contenue dans l'air humide représente, en moyenne, 0,25 % de la masse totale de l'atmosphère. La vapeur d'eau est le seul fluide de l'atmosphère terrestre susceptible de changer rapidement de phase (solide, liquide, gaz), essentiellement en fonction de la température, et dont la concentration est très variable dans le temps et dans l'espace. La chaleur a tendance à faire monter l'air et son humidité, alors que la pression de l’atmosphère et sa température (en) diminuent avec l'altitude dans la troposphère.

## Description
L'atmosphère terrestre est l'enveloppe gazeuse, entourant la Terre, que l'on appelle air. Ses caractéristiques (proportion et densité des éléments chimiques, pression, présence de particules chargées électriquement, température) varie fortement au fur et à mesure qu'on gagne en altitude. La plus grande partie de la masse atmosphérique est proche de la surface : l'air se raréfie en altitude et la pression diminue ; celle-ci peut être mesurée au moyen d'un altimètre ou d'un baromètre.

### Limite supérieure de l'atmosphère
Il n'y a pas de limites précises entre l'atmosphère et l'espace interplanétaire, car elle devient de plus en plus ténue  de manière continue avant de s’évanouir dans l'espace. Cependant, si on prend comme critère la densité des gaz terrestres, on peut établir que l'épaisseur de l'atmosphère terrestre varie entre 350 et 800 km (cette fourchette découle de l'intensité plus ou moins importante de l'activité solaire). L'épaisseur moyenne étant d'environ 600 km. Cette limite correspond à la frontière entre la dernière couche atmosphérique (la thermosphère) et une zone de l'espace baptisée exosphère, où la densité est tellement faible que les chocs entre les particules de gaz sont quasiment inexistants et que les particules neutres ne sont plus soumises qu'à la gravité terrestre.
Dans la littérature scientifique on trouve des définitions différentes des limites de l'atmosphère terrestre qui reposent sur d'autres caractéristiques, : 
- seuil en dessous duquel se trouve 99 % de la masse de l'atmosphère : (31 km ;
- base de l'ionosphère (région de l'espace où se trouvent des particules ayant une charge électrique)  : 80 km ;
- limite à partir de laquelle la densité des gaz n'est plus distinguable de celle portée par les vents solaires : 1 000 km ;
- limite de l'exosphère : 50 000 km.
- L'altitude de 120 km marque la limite où les effets atmosphériques deviennent notables durant la rentrée atmosphérique de tout objet solide de taille notable[7]. Cette valeur est plus élevée pour des objets à forte traînée et de grande taille (décélérateur supersonique) ou de très petite taille (étoile filante).

### Rôle de l'atmosphère
L'atmosphère est le siège d'un effet de serre qui réchauffe la surface de la Terre. Sans elle, la température moyenne sur Terre serait beaucoup plus basse, estimée à −18 °C en moyenne, contre une température moyenne estimée à 15 °C actuellement. Cet effet de serre découle des propriétés des gaz à effet de serre vis-à-vis des ondes électromagnétiques, qui sont opaques aux radiations thermiques émises par le sol réchauffé par le rayonnement solaire.

### Limite avec l'atmosphère solaire
La limite entre l'atmosphère terrestre et l'atmosphère solaire n'est pas définie précisément : la limite externe de l'atmosphère correspond à la distance où les molécules de gaz atmosphérique ne subissent presque plus l'attraction terrestre et les interactions de son champ magnétique. Cette limite est très variable : le champ magnétique terrestre est continuellement déformé par le vent solaire. L'épaisseur de l'atmosphère varie donc notablement. En outre, comme l'eau des océans, l'atmosphère subit l'influence de l’attraction lunaire dans le système Terre-Lune, ainsi que  les interférences gravitationnelle du Soleil. Comme les molécules de gaz, plus légères et moins liées entre elles que les molécules de l'eau de mer, ont de grandes possibilités de mouvement, les marées atmosphériques sont des phénomènes beaucoup plus considérables que les marées océaniques.

### Définition dans le domaine de l'aérospatial
La Fédération aéronautique internationale identifie la ligne de Kármán, située à une altitude de 100 km, comme la frontière entre l'atmosphère et l'espace : au-dessus de cette ligne la densité devient trop faible pour permettre la sustentation purement aérodynamique d'engins plus lourds que l’air.

## Composition chimique

Proportion actuelle des gaz atmosphériques (moyennes variant régionalement et saisonnièrement).

La composition chimique de l’atmosphère terrestre a beaucoup varié selon les époques, dans les âges géologiques, et plus récemment mais à moindre titre du fait de l’activité humaine.
Même si les gaz de l'atmosphère sont continuellement brassés, dans les temps modernes, l'atmosphère n'est pas homogène, tant par sa composition que par ses caractéristiques physiques. La concentration des composants minoritaires, et en particulier les polluants, est très hétérogène sur la surface du globe, car des sources d'émission très locales existent, soit liées à l'activité humaine (usines, air intérieur ou extérieur, etc.) soit à des processus naturels (géothermie, décomposition de matières organiques, etc.).
Le brassage des gaz qui permet de rendre l'atmosphère homogène ne fonctionne que jusqu'à une altitude d'environ 120 kilomètres et définit la limite supérieure de la mésosphère. Au-dessus de cette altitude l'atmosphère n'est plus homogène. La caractéristique d'homogénéité conduit à distinguer l'homosphère (couche où l'atmosphère homogène) et l'hétérosphère.

### Principaux constituants
Au niveau de la mer, l'air sec est principalement composé de 78,1 % de diazote, 20,9 % de dioxygène. Le 1 % restant est dominé par 0,93 % d'argon et 0,042 % de dioxyde de carbone. Il comporte aussi des traces d'autres éléments chimiques, les gaz mineurs, dont la proportion varie avec l'altitude. Ceux-ci constituent moins de 0,03 % de l'atmosphère. Ce sont en majorité les gaz rares : néon, hélium, krypton, xénon et radon. Parmi ces constituants, les gaz à effet de serre sont la vapeur d'eau, le dioxyde de carbone, le méthane, l'oxyde d'azote et l'ozone.
| ppmv : partie par million en volume ; ppmm : partie par million en masse | |
| Gaz                                                                      | Volume |
| Diazote (N2)                                                             | 780 840 ppmv (78,084 %), soit 755 190 ppmm, La masse molaire du diazote est de 28,013 4 g/mol et celle moyenne de l'air est de 28,965 g/mol.       |
| Dioxygène (O2)                                                           | 209 460 ppmv (20,946 %), (valeur qui diminue de ~4 ppmv par an), soit 231 400 ppmm, La masse molaire du dioxygène est de 31,998 8 g/mol.           |
| Argon (Ar)                                                               | 9 340 ppmv (0,934 0 %), soit 12 880 ppmm, La masse molaire de l'argon est de 39,948 g/mol.                                                         |
| Dioxyde de carbone (CO2)                                                 | 428 ppmv (0,042 8 %) (valeur en 2025 qui croît de ~3,7 ppmv par an), soit 650 ppmm , la masse molaire du dioxyde de carbone est de 44,009 5 g/mol. |
| Néon (Ne)                                                                | 18,18 ppmv |
| Hélium (He)                                                              | 5,24 ppmv |
| Méthane (CH4)                                                            | 1,745 ppmv |
| Krypton (Kr)                                                             | 1,14 ppmv |
| Dihydrogène (H2)                                                         | 0,55 ppmv |
| À rajouter à l'atmosphère sèche :                                        | |
| Vapeur d'eau (H2O)                                                       | de < 1 % à ~5 % (très variable) |

| Gaz                      | Volume      |
| ------------------------ | ----------- |
| Monoxyde d'azote (NO)    | 0,5 ppmv    |
| Protoxyde d'azote (N2O)  | 0,3 ppmv    |
| Xénon (Xe)               | 0,09 ppmv   |
| Ozone (O3)               | ≤ 0,07 ppmv |
| Dioxyde d'azote (NO2)    | 0,02 ppmv   |
| Diiode (I2)              | 0,01 ppmv   |
| Monoxyde de carbone (CO) | 0,2 ppmv    |
| Ammoniac (NH3)           | traces      |

D'autres éléments d'origine naturelle sont présents en plus faibles quantités, dont la poussière (apportées par exemple par la couche d'air saharien), le pollen et les spores ainsi que des virus, bactéries. De très nombreux aérosols d'origine naturelle ou anthropique sont aussi présents dans l'air, ainsi que des polluants. Ce sont notamment le CO (contrairement à une idée reçue, le CO2 n'est pas un polluant de l'air mais un gaz à effet de serre, qui a peu d'effet direct sur la santé), les matières particulaires, les oxydes d'azote, le chlore (élémentaire ou surtout composés), le fluor (composés), le mercure et le soufre (en composé tel que le SO2). Les régions agricoles sont aussi sources de méthane (fermentation des lisiers, rizières), de pesticides (plus ou moins solubles dans l'air ou dans l'humidité de l'air selon leur tension de vapeur), d'azote (issu des engrais). Fusées et avions polluent aussi l'atmosphère par la combustion de leur carburant.

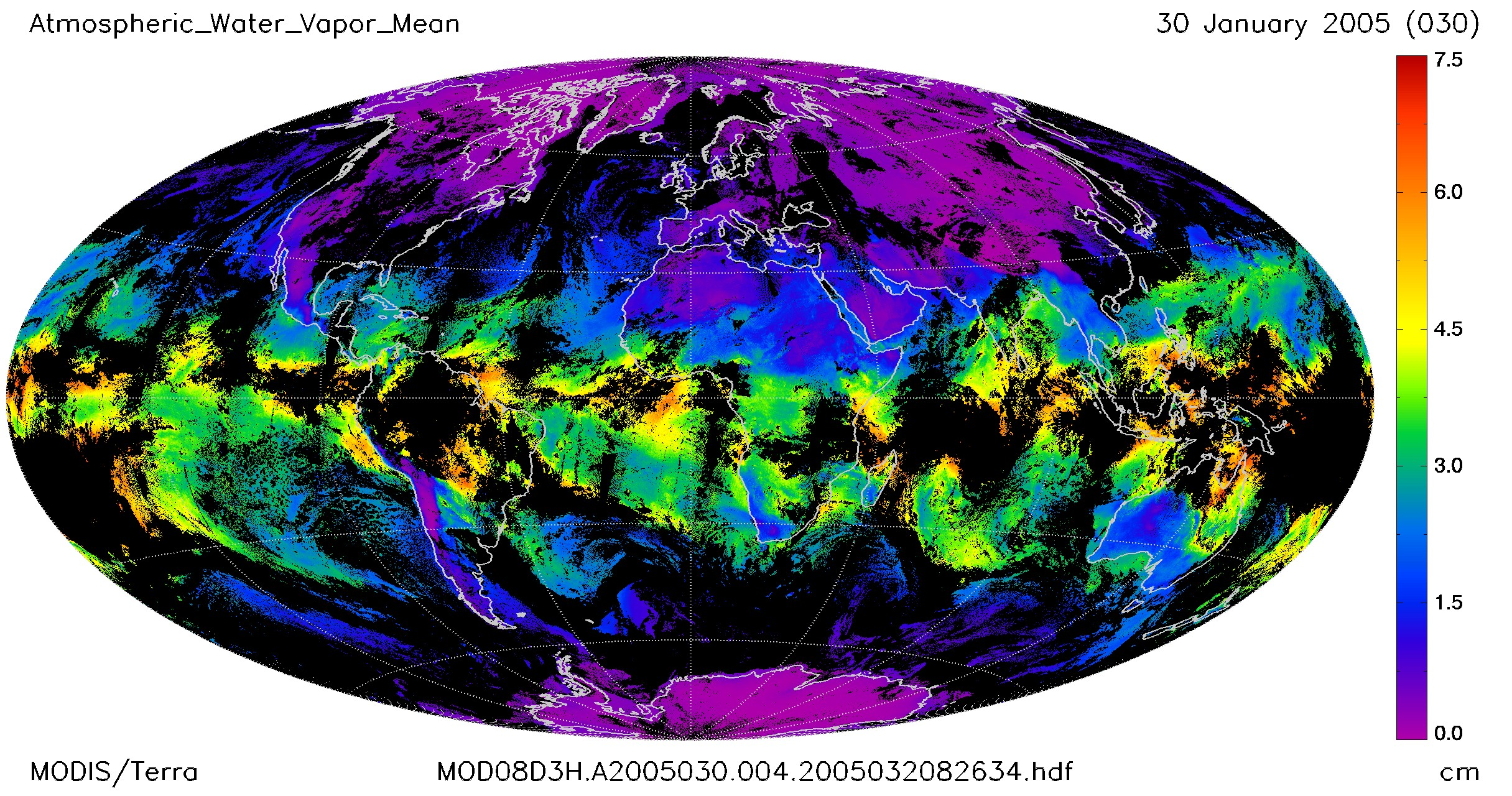
Quantité moyenne de vapeur d'eau.

## Structure verticale

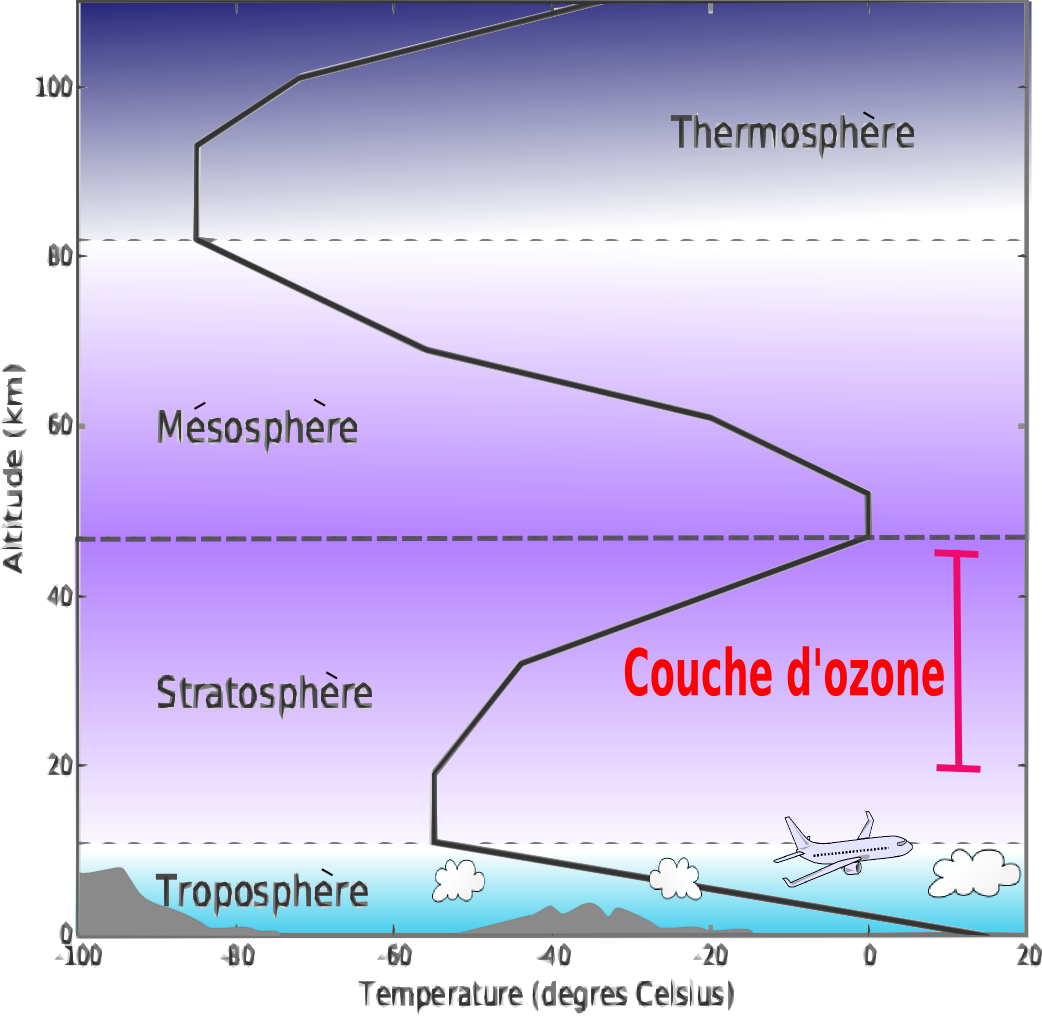
Profil vertical de la température dans les couches de l'atmosphère.

Schéma des couches de l'atmosphère.

L'atmosphère terrestre est divisée en plusieurs couches d'importance variable, délimitées par les discontinuités dans la variation de la température et la composition chimique en fonction de l'altitude. Ce sont de bas en haut :
- la troposphère (de la surface du globe à 8–15 km d'altitude), où la température décroît avec l'altitude. L'épaisseur de cette couche varie entre 13 et 18 km à l'équateur, entre 7 et 8 km aux pôles. Elle contient 80 à 90 % de la masse totale de l'air et la quasi-totalité de la vapeur d'eau[12]. C'est la couche où se produisent les phénomènes météorologiques (nuages, pluies, etc.) et les mouvements atmosphériques horizontaux et verticaux (convection thermique, vents) ;
- la stratosphère (de 8–15 à 50 km d'altitude), où la température croît avec l'altitude jusqu'à 0 °C. Elle abrite une majeure partie de la couche d'ozone ;
- la mésosphère (de 50 à 80 km d'altitude), où la température décroît avec l'altitude jusqu'à −80 °C ;
- la thermosphère (de 80 à 350–800 km d'altitude), où la température croît avec l'altitude sous l'action des rayons ultraviolet lointain d'origine solaire;
- l'exosphère (de 350–800 à 50 000 km d'altitude) où les particules ne sont pratiquement plus soumises qu'à la seule action de la gravité terrestre (plus de chocs entre particules).

Les subdivisions de l'atmosphère décrites ci-dessus sont les plus couramment utilisées et reposent principalement des propriétés thermiques. D'autres types de subdivision, qui reposent sur des caractéristiques différentes de l'atmosphère terrestre, sont également utilisées :
- Neutralité électrique : l'ionosphère, à cheval sur la thermosphère et la mésosphère est la région de l'atmosphère où l'atmosphère n'est plus neutre, mais contient des ions et des électrons. Elle s'oppose à la neutrosphère qui va du sol jusqu'à la couche inférieure de la mésosphère.
- Homogénéité chimique : hétérosphère et homosphère (cf paragraphe Composition chimique).
- Incidence du champ magnétique terrestre : la magnétosphère est la région de l'espace où le champ magnétique terrestre a une influence dominante sur les particules chargées électriquement. La magnétosphère débute à quelques centaines de kilomètres de la surface.
- Dans le langage courant la base atmosphère désigne la région de l'espace dans laquelle se déroule l'ensemble des phénomènes météorologiques. Elle s'oppose à la haute atmosphère.

### Troposphère
La troposphère (du mot grec τρέπω signifiant « changement ») est la partie la plus basse de l'atmosphère ; elle commence à la surface et s'étend entre 7 et 8 km aux pôles et de 13 à 18 km à l'équateur, avec des variations dues aux conditions climatiques mais également aux saisons (épaisseur maximale en été, minimale en hiver). Le mélange vertical de la troposphère est assuré par le réchauffement qui s'effectue par la base et qui est d'origine solaire : le rayonnement émis par le Soleil qui parvient jusqu'à la troposphère se situe dans le domaine du visible (0,5 microns) et traverse cette couche de l'atmosphère sans la réchauffer. Il est absorbé par le sol qui le réémet vers l'atmosphère dans l'infrarouge. Ce rayonnement est absorbé par le dioxyde de carbone et la vapeur d'eau provoquant un réchauffement par le base de de la troposphère. Ce réchauffement rend l'air moins dense, ce qui le fait remonter. Quand l'air monte, la pression au-dessus de lui décroît, par conséquent, il s'étend, s'opposant à la pression de l'air environnant. Or, pour s'étendre, de l'énergie est nécessaire, donc la température et la masse de l'air décroissent. Comme la température diminue, la vapeur d'eau dans la masse d'air peut se condenser ou se solidifier, relâchant la chaleur latente permettant une nouvelle élévation de la masse d'air. Ce processus détermine le gradient maximal de baisse de la température avec l'altitude, appelé gradient thermique adiabatique qui est dans cette couche constant (diminution de la température de 6,5°C lorsqu'on s'élève d'un kilomètre). 
Ce brassage de l'atmosphère est à l'origine des phénomènes météorologiques qui sont pratiquement limités à cette région de l'atmosphère terrestre (toutefois les turbulences peuvent s'étendre jusqu'à la basse stratosphère. La troposphère contient grossièrement 99% de la masse de la vapeur d'eau et 80 % de la masse totale de l'atmosphère, (dont 50 % de la masse de l'atmosphère sous l'altitude de 5,5 km).  
La partie la plus basse de la Troposphère est aussi appelée Peplos. Cette couche qui trouve sa limite vers 3 km est aussi qualifiée de couche sale en raison de son taux d'impureté très important (aérosol ou nucléus) qui sont des noyaux auxquels viennent se former les gouttes d'eau dans le cas d'un air ayant atteint 100 % d'humidité relative. Cette couche se termine par la péplopause. La présence de cette couche sale explique la quasi-absence d'air sur-saturé dans la couche supérieure de la troposphère.
La tropopause est la frontière entre la troposphère et la stratosphère.

### Stratosphère
La stratosphère s'étend  entre 7 et 17 km et environ 50 km. La température y augmente avec l'altitude du fait de l'injection d'énergie résultant de l’absorption du rayonnement ultraviolet du Soleil par cette couche. Les limites de cette couche amosphérique sont définies par deux inversions thermiques : le point bas est celui où la température qui a baissé de manière continue dans la troposphère atteint son minimum (-60°C) tandis que le point haut est celui où la température atteint son maximum (0°C). Dans sa partie inférieure il se produit un équilibre entre la chaleur de la couche supérieure transmise par conduction et la chaleur décroissante de la troposphère transmise par la convection. La stratosphère contient la majeure partie de la couche d'ozone.
La stratopause est la limite entre la stratosphère et la couche supérieure (la mésosphère). Elle se situe vers 50 à 55 km d'altitude. A cette altitude la pression représente environ 1⁄1000 de la pression atmosphérique au niveau de la mer.

#### Couche d'ozone
Au sein de la stratosphère, la couche d'ozone est considérée comme une couche en soi parce que sa composition chimique et physique est différente de celle de la stratosphère. L'ozone (O3) de la stratosphère terrestre est créé par les ultraviolets frappant les molécules de dioxygène (O2), les séparant en deux atomes distincts ; ce dernier se combine ensuite avec une molécule de dioxygène (O2) pour former l'ozone (O3). L'O3 est instable (bien que, dans la stratosphère, sa durée de vie est plus longue) et quand les ultraviolets le frappent, ils le séparent en O2 et en O. Ce processus continu s'appelle le cycle ozone-oxygène. Il se produit dans la couche d'ozone, une région comprise entre 10 et 50 km au-dessus de la surface. Près de 90 % de l'ozone de l'atmosphère se trouve dans la stratosphère. Les concentrations d'ozone sont plus élevées entre 20 et 40 km d'altitude, où elle est de 2 à 8 ppm.

### Mésosphère
La mésosphère (du mot grec μέσος signifiant « milieu ») s'étend de 50 km à environ 80 à 85 km. La température décroît à nouveau avec l'altitude, atteignant −100 °C (173,1 K) dans la haute mésosphère. C'est dans la mésosphère que la plupart des météoroïdes se consument en entrant dans l'atmosphère. C'est aussi cette même couche qui peut dévier les bolides rasants et affecter leurs caractéristiques (masse, orbite) comme cela a été observé lors de l'évènement du 13 octobre 1990.
La température atteint son minimum au niveau de la mésopause, frontière entre la mésosphère et la thermosphère. C'est le lieu le plus froid de l'atmosphère terrestre, avec une température atteignant −100 °C (173,1 K).

### Thermosphère
La thermosphère est la couche atmosphérique commençant vers 80 à 85 km et allant jusqu'à 640 km d'altitude, la température y augmente avec l'altitude. Bien que la température puisse atteindre les 1 500 °C, un individu ne la ressentirait pas à cause de la très faible pression. La station spatiale internationale orbite dans cette couche à une altitude maintenue autour de 350 à 400 km. Comme description moyenne le modèle MSIS-86 est recommandé par le Committee on Space Research.
La thermopause est la limite supérieure de la thermosphère. Son altitude, variable en fonction de l'activité solaire, est comprise entre 500 et 1 000 km.

### Exosphère

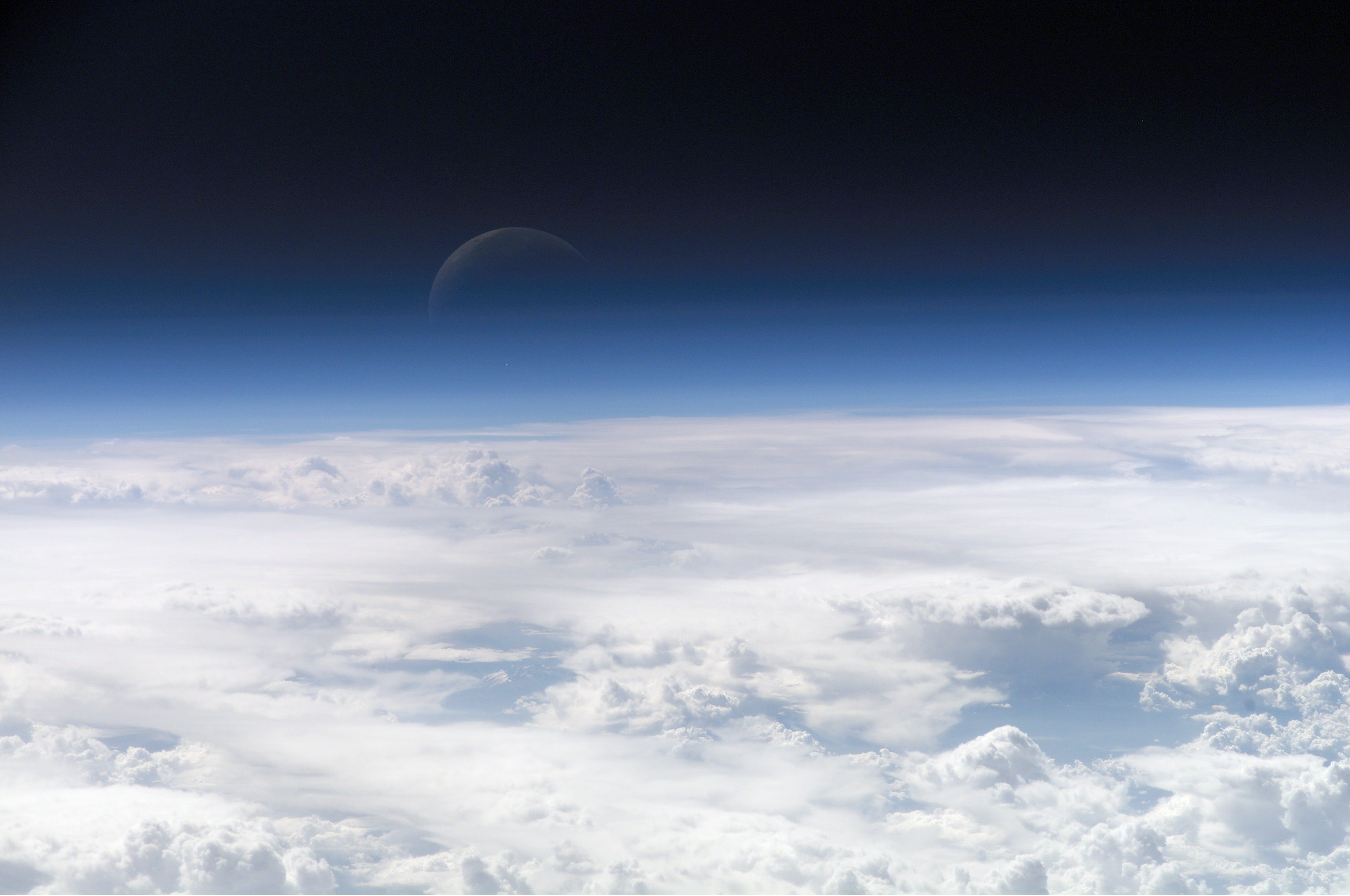
L'atmosphère vue depuis l'espace.

L'exosphère commence avec l'exobase, qui est aussi connue comme le « niveau critique », vers 500–1 000 km et s'étire jusqu'à plus de 10 000 km d'altitude. Elle contient des particules circulant librement et qui migrent ou proviennent de la magnétosphère ou du vent solaire.

### Ionosphère
L'ionosphère, à cheval sur la thermosphère et la mésosphère, est la partie de l'atmosphère ionisée par les radiations solaires. Elle s'étend de 60 à 800 km et est constituée de trois couches:
1. La couche D (60 à 90 km) qui disparaît la nuit ;
2. La couche E (90 à 120 km) qui se rétrécit la nuit ;
3. La couche F (120 à 800 km). Elle joue un rôle important dans l'électricité atmosphérique et forme le bord intérieur de la magnétosphère. Grâce à ses particules chargées, elle a une importance pratique car elle influence, par exemple, la propagation des ondes radio sur la Terre. Elle est le lieu où se déroulent les aurores et les phénomènes lumineux transitoires liés aux orages.

## Pression et épaisseur
La pression atmosphérique moyenne, au niveau de la mer, est de 1 013,25 hectopascals ; la masse atmosphérique totale est de 5,148 × 1018 kg.
La pression atmosphérique est le résultat direct du poids total de l'air se trouvant au-dessus du point où la pression est mesurée. La pression de l'air varie en fonction du lieu et du temps, car la quantité et le poids d'air varient suivant les mêmes paramètres. Toutefois, la masse moyenne au-dessus d'un mètre carré de la surface terrestre peut être calculée à partir de la masse totale de l'air et la superficie de la Terre. La masse totale de l'air est de 5 148 000 gigatonnes et la superficie de 51 007,2 mega hectares soit 510 072 giga mètres carrés. Par conséquent 5148000⁄510072 = 10,093 tonnes par mètre carré. Ceci est environ 2,5 % inférieur à l'unité standardisée officielle de 1 atm représentant 1 013,25 hPa, ce qui correspond à la pression moyenne, non pas au niveau de la mer seul, mais à la base de l'atmosphère à partir de l'élévation moyenne du sol terrestre et du niveau de la mer.
Si la densité de l'atmosphère restait constante avec l'altitude, l'atmosphère se terminerait brusquement vers 7,81 km d'altitude. La densité décroît avec l'altitude, ayant déjà diminué de 50 % dès 5,6 km. En comparaison, la plus haute montagne, l'Everest, atteint les 8,8 km d'altitude, donc l'air est moins de 50 % moins dense à son sommet qu'au niveau de la mer.
Cette chute de pression est presque exponentielle, ainsi la pression diminue de moitié environ tous les 5,6 km et de 63,2 % {\displaystyle (1-1/e=1-0.368=0,632)} tous les 7,64 km (hauteur d'échelle moyenne de l'atmosphère terrestre en dessous de 70 km). Même dans l'exosphère, l'atmosphère est encore présente, comme on peut le constater par la traînée subie par les satellites.
Les équations de pression par altitude peuvent être utilisées afin d'estimer l'épaisseur de l'atmosphère. Les données suivantes sont données pour référence :
- 50 % de la masse de l'atmosphère est en dessous de 5,6 km d'altitude ;
- 90 % de la masse de l'atmosphère est en dessous de 16 km d'altitude. L'altitude courante des transports aériens commerciaux est de 10 km et le sommet de l'Everest est à 8 849 m au-dessus du niveau de la mer. Dans la région supérieure, où les gaz sont raréfiés, se produisent des aurores et d'autres effets atmosphériques. Le vol le plus élevé de l'avion X-15 a atteint, en 1963, une altitude de 108 km.

## Densité et masse

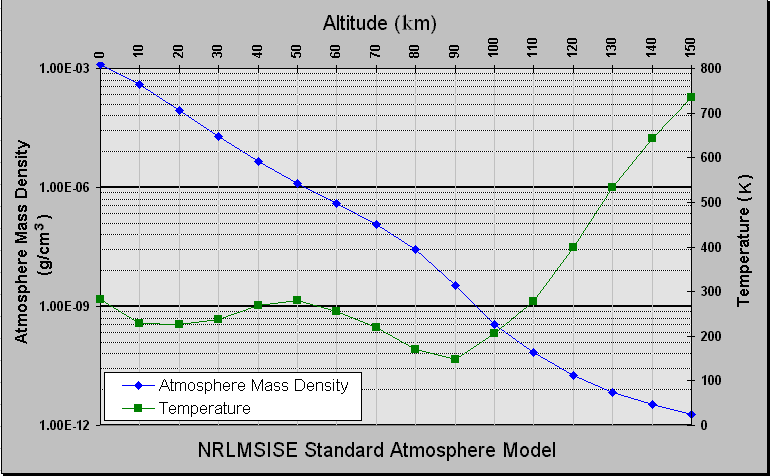
Température et masse volumique par rapport à l'altitude d'après le modèle d'atmosphère standardisé NRLMSISE-00.

La masse volumique de l'air au niveau de la mer est d'environ 1,2 kg/m3 (1,2 g/L). Les variations naturelles de la pression atmosphérique se produisent à chaque altitude et à chaque changement de temps. Ces variations sont relativement faibles dans les altitudes habitées, mais elles deviennent plus prononcées dans l'atmosphère supérieure puis dans l'espace à cause des variations des radiations solaires.
La densité atmosphérique décroît avec l'altitude. Cette variation peut être modélisée par la formule du nivellement barométrique. Des modèles plus sophistiqués sont utilisés par les météorologues et les agences spatiales pour prédire le temps et l'abaissement progressif de l'orbite des satellites.
D'après le National Center for Atmospheric Research, la « masse totale de l'atmosphère est de 5,148 0 × 1018 kg avec une variation annuelle due à la vapeur d'eau de 1,2 à 1,5 × 1015 kg en fonction de l'utilisation des données sur la pression de surface et la vapeur d'eau. La masse moyenne de la vapeur d'eau est estimée à 1,27 × 1016 kg et la masse de l'air sec est de (5,135 2 ± 0,000 3) × 1018 kg ». Les nuages (liquides parfois solides) ne sont pas pris en compte dans la masse moyenne de la vapeur d'eau.

## Opacité
Les radiations solaires (ou rayonnement solaire) correspondent à l'énergie que reçoit la Terre du Soleil. La Terre réémet aussi des radiations vers l'espace, mais sur des longueurs d'onde plus importantes invisibles à l'œil humain. Suivant les conditions, l'atmosphère peut empêcher les radiations d'entrer dans l'atmosphère ou d'en sortir. Parmi les exemples les plus importants de ces effets il y a les nuages et l'effet de serre.

### Diffusion des ondes
Quand la lumière traverse l'atmosphère, les photons interagissent avec elle à travers la diffusion des ondes. Si la lumière n'interagit pas avec l'atmosphère, c'est la radiation directe et cela correspond au fait de regarder directement le soleil. Les radiations indirectes concernent la lumière qui est diffusée dans l'atmosphère. Par exemple, lors d'un jour couvert, quand les ombres ne sont pas visibles, il n'y a pas de radiations directes pour la projeter, la lumière a été diffusée. Un autre exemple, dû à un phénomène appelé la diffusion Rayleigh, les longueurs d'onde les plus courtes (bleu) se diffusent plus aisément que les longueurs d'onde les plus longues (rouge). C'est pourquoi le ciel parait bleu car la lumière bleue est diffusée. C'est aussi la raison pour laquelle les couchers de soleil sont rouges. Parce que le soleil est proche de l'horizon, les rayons solaires traversent plus d'atmosphère que la normale avant d'atteindre l'œil par conséquent toute la lumière bleue a été diffusée, ne laissant que le rouge lors du soleil couchant.

Différentes couleurs au coucher du Soleil
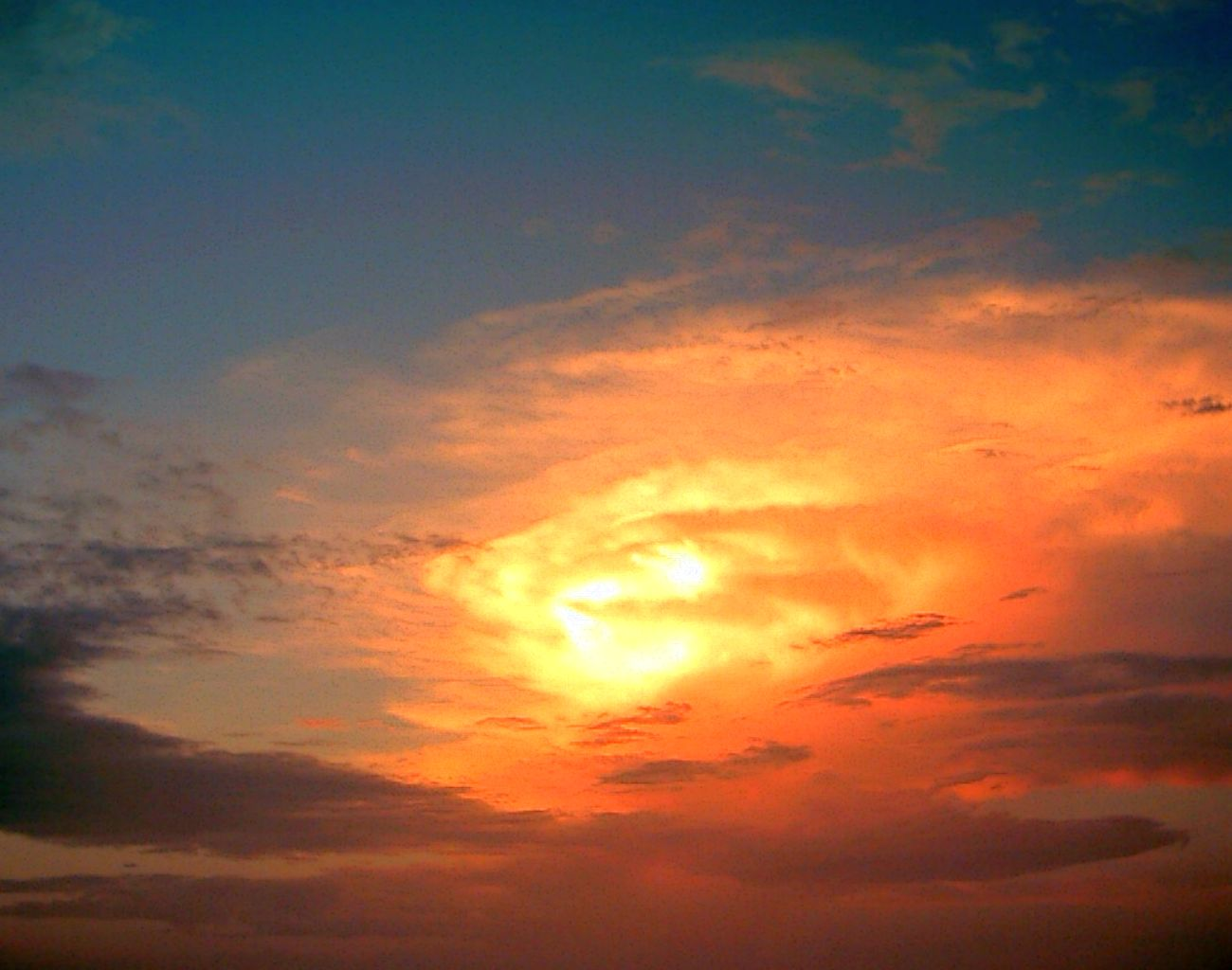
Couleurs dues à la dispersion de la lumière dans l'atmosphère.
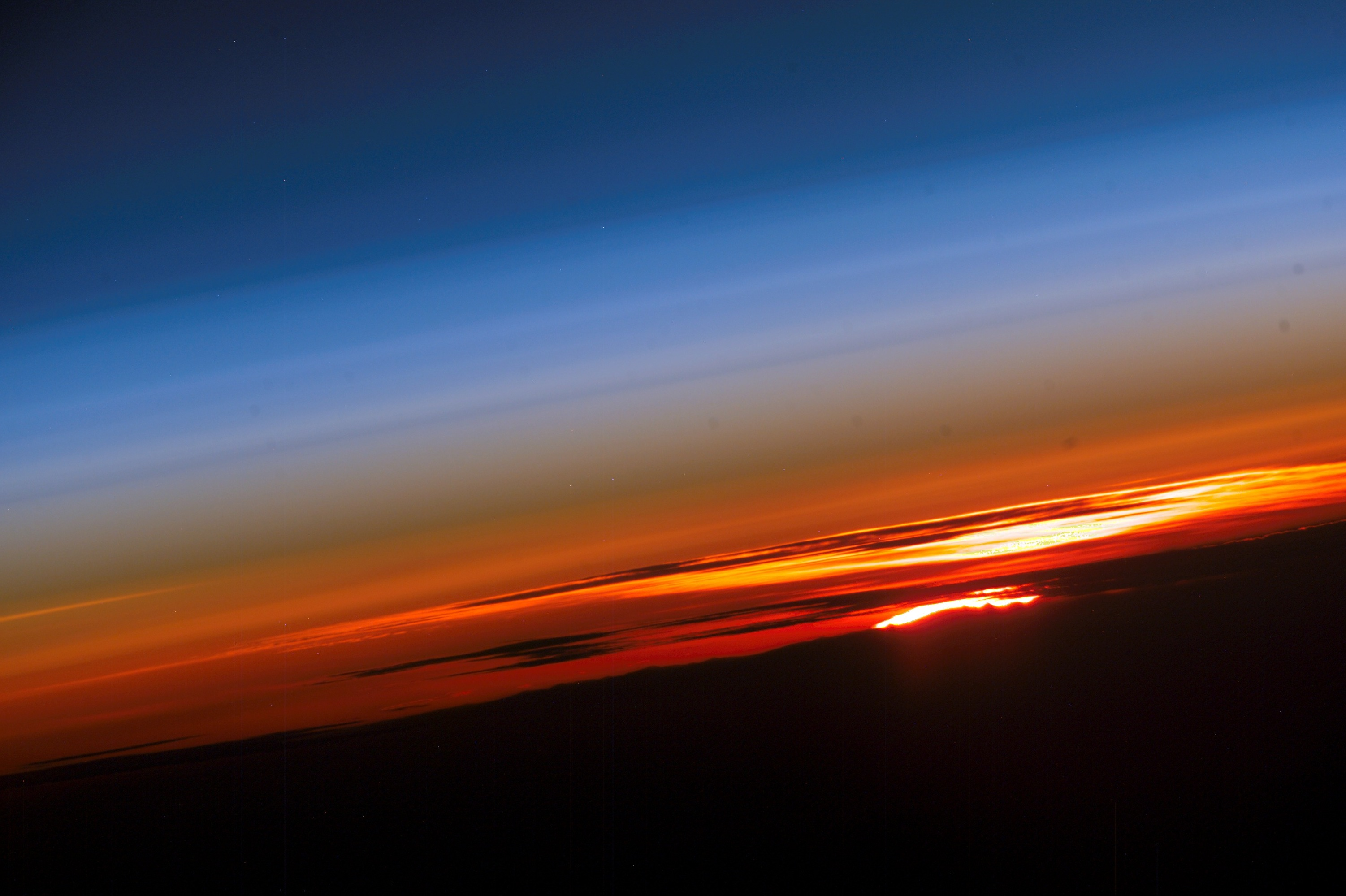
Un coucher de soleil vu depuis l'ISS.

### Absorption optique

Pourcentage d'absorption (ou opacité) atmosphérique de la Terre à diverses longueurs d'onde et radiation électromagnétique, y compris lumière visible.

L'absorption optique est une autre propriété importante de l'atmosphère. Différentes molécules absorbent différentes longueurs d'onde de radiations. Par exemple, le dioxygène et l'ozone absorbent presque toutes les longueurs d'onde inférieures à 300 nanomètres. L'eau absorbe la plupart des longueurs d'onde au-dessus de 700 nm, mais cela dépend de la quantité de vapeur d'eau dans l'atmosphère. Quand une molécule absorbe un photon, cela accroît son énergie.
Quand les spectres d'absorption des gaz de l'atmosphère sont combinés, il reste des « fenêtres » de faible opacité, autorisant le passage de certaines bandes lumineuses. La fenêtre optique va d'environ 300 nm (ultraviolet-C) jusqu'aux longueurs d'onde que les humains peuvent voir, la lumière visible (communément appelé lumière), à environ 400–700 nm et continue jusqu'aux infrarouges vers environ 1 100 nm. Il y a aussi des fenêtres atmosphériques et radios qui transmettent certaines ondes infrarouges et radio sur des longueurs d'onde plus importantes. Par exemple, la fenêtre radio s'étend sur des longueurs d'onde allant de un centimètre à environ onze mètres. Le graphe ci-dessus représente 1-T (exprimé en %) (où T est la transmittance).[réf. nécessaire]

### Émission
L'émission est l'opposé de l'absorption, quand un objet émet des radiations. Les objets tendent à émettre certaines quantités de longueurs d'onde suivant les courbes d'émission de leur « corps noir », par conséquent des objets plus chauds tendent à émettre plus de radiations sur des longueurs d'onde plus courtes. Les objets froids émettent moins de radiations sur des longueurs d'onde plus longues. Par exemple, le Soleil est approximativement à 6 000 K (5 730 °C), ses pics de radiation approchent les 500 nm et sont visibles par l'œil humain. La Terre est approximativement à 290 K (17 °C), par conséquent ses pics de radiations approchent les 10 000 nm (10 µm), ce qui est trop long pour que l'œil humain ne les perçoive.
À cause de sa température, l'atmosphère émet des radiations infrarouges. Par exemple, lors des nuits où le ciel est dégagé la surface de la Terre se rafraîchit plus rapidement que les nuits où le ciel est couvert. Ceci est dû au fait que les nuages (H2O) sont d'importants absorbeurs et émetteurs de radiations infrarouges.
L'effet de serre est directement lié à l'absorption et à l'émission. Certains composants chimiques de l'atmosphère absorbent et émettent des radiations infrarouges, mais n'interagissent pas avec la lumière visible. Des exemples communs de ces composants sont le CO2 et l'eau. S'il y a trop de ces gaz à effet de serre, la lumière du soleil chauffe la surface de la Terre, mais les gaz bloquent les radiations infrarouges lors de leur renvoi vers l'espace. Ce déséquilibre fait que la Terre se réchauffe, entrainant ainsi des changements climatiques.

## Circulation atmosphérique

Cellules de circulation simplifiées.

La circulation atmosphérique est le mouvement à l'échelle planétaire de la couche d'air entourant la Terre qui redistribue la chaleur provenant du Soleil en conjonction avec la circulation océanique. Comme la Terre est un sphéroïde, la radiation solaire incidente au sol varie entre un maximum aux régions faisant face directement au Soleil, situé selon les saisons plus ou moins loin de l'équateur, et un minimum à celles très inclinées par rapport à ce dernier proches des Pôles. La radiation réémise par le sol est liée à la quantité d'énergie reçue.
Il s'ensuit un réchauffement différentiel entre les deux régions. Le déséquilibre ainsi créé a pour conséquence des différences de pression, qui sont à l'origine des circulations atmosphériques. Celle-ci, combinée aux courants marins, est le moyen qui permet de redistribuer la chaleur sur la surface de la Terre. Les détails de la circulation atmosphérique varient continuellement, mais la structure de base reste assez constante.

## Phénomènes optiques

Figure montrant différentes bandes spectrales et leurs transmissions au travers de l'atmosphère terrestre.

La composition de l'atmosphère terrestre la rend relativement transparente aux rayonnements électromagnétiques dans le domaine du spectre visible. Elle est cependant relativement opaque aux rayonnements infrarouges émis par le sol, ce qui est à l'origine de l'effet de serre. Il s'y produit aussi différents phénomènes optiques causés par des variations continues ou non de l'indice de réfraction du milieu de propagation des ondes électromagnétiques.
Parmi ces phénomènes, les plus notables sont les arcs-en-ciel et les mirages.
La couleur du ciel diurne, quant à elle, est due à la variation de la diffusion du rayonnement solaire en fonction de la longueur d'onde. Des couleurs inhabituelles s'observent cependant lors des aurores polaires (aurores boréales ou australes), qui résultent de l'interaction entre les particules du vent solaire et la haute atmosphère.

## Évolution depuis la formation de la Terre

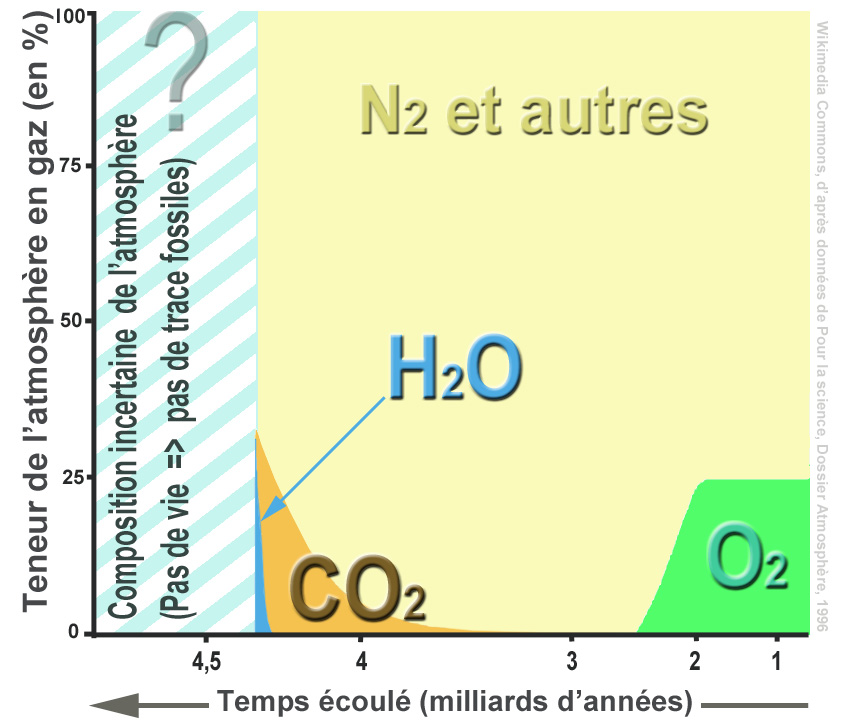
Évolution des teneurs connues des principaux gaz (Dioxyde de carbone, oxygène, azote et autres gaz) ainsi que de la vapeur d'eau dans l'atmosphère terrestre depuis la formation de la Terre. Pour rendre ces variations plus visibles, l'échelle temporelle n'est pas linéaire.

Les caractéristiques de l'atmosphère terrestre ont énormément évolué depuis la formation de la Terre sous l'influence de différents facteurs : exogènes (évolution de l'irradiance du Soleil, variations de l'orbite de la Terre), biologiques (organismes produisant de l'oxygène ou du méthane et consommant du dioxyde de carbone), géologiques (volcanisme, tectonique des plaques) et humains (production de dioxyde de carbone par les différentes activités de l'homme).  

### Facteurs ayant une incidence sur la composition de l'atmosphère terrestre et le climat
Climat et atmosphère terrestres sont étroitement liés. Les principaux facteurs ayant une incidence sur le climat et la composition de l'atmosphère terrestre sont :
- Le rayonnement solaire qui réchauffe l'atmosphère directement (ultraviolet) et indirectement (lumière visible réfléchie dans l'infrarouge par le sol). Cet échauffement entraine l'évaporation des eaux de surface (production de la vapeur d'eau de  l'atmosphère) et est à l'origine du processus d'érosion. La luminosité du Soleil croit de 7% par milliard d'années : ainsi il y a 4 milliards d'années l'insolation moyenne était d'environ 968 W/m² contre 1368 de nos jours[19].
- La quantité de gaz à effet de serre dans l'atmosphère. Ceux-ci sont opaques au rayonnement infrarouge et contribuent donc à réchauffer l'atmosphère. Les gaz dont l'action dans ce domaine sont les plus importants sont dans l'ordre le méthane, le dioxyde de carbone et la vapeur d'eau. De nos jours la vapeur d'eau est le gaz à effet de serre dont l'effet est le plus important du fait de son volume mais il en était tout autrement par le passé[20].
- Le volcanisme qui produit du CO2. Son intensité s'est atténuée avec le temps au fur et à mesure que l'intérieur de la Terre s'est refroidie.
- La tectonique des plaques qui a fait évolué la surface des océans et des terres continentales qui sont tous deux des puits de CO2 mais avec des fonctionnement différents. La part de la surface terrestre couverte par des océans détermine également en partie la proportion du rayonnement solaire absorbée sous forme d'énergie par l'atmosphère terrestre.
- La production d'oxygène par les plantes.
- L’absorption du dioxyde de carbone par les plantes.
- Les irrégularités de l'orbite terrestre

### Atmosphère primitive
La formation de la Terre, il y a environ 4,5 milliards d’années, a impliqué de multiples collisions et coalescences d’embryons planétaires. Cela a été suivi par une période supérieure à 100 millions d'années sur Terre marquée par la présence d'océan de magma, où l' atmosphère était principalement composée de vapeur et des températures de surface de l'ordre de 8 000 kelvins (7 727 °C). La surface de la Terre s'est ensuite refroidie et l'atmosphère s'est stabilisée, permettant à la transformation en atmosphère prébiotique.

### Atmosphère prébiotique
L'atmosphère prébiotique est chronologiquement la deuxième atmosphère présente sur Terre. Elle précède l'atmosphère actuelle dite biotique, riche en oxygène et succède à l'atmosphère primitive composée principalement de vapeur d'eau et d'hydrures simples. Les conditions environnementales au cours de cette période étaient assez différentes de celles d'aujourd'hui : le Soleil était globalement environ 30 % plus sombre mais plus brillant aux longueurs d'onde des rayons ultraviolets et des rayons X,, il y avait un océan liquide, on ne sait pas s'il y avait des continents, mais l'existence d'îles océaniques étaient probables,. La chimie intérieure de la Terre (et donc l'activité volcanique ) était différente, et il y avait un flux plus important d'impacteurs (comètes et astéroïdes) frappant la surface. 
Des études ont tenté de déterminer la composition et la nature de l'atmosphère prébiotique en analysant des données géochimiques et en utilisant des modèles théoriques en rapport avec notre connaissance de l'environnement terrestre primitif. Ces études indiquent que l'atmosphère prébiotique contenait probablement plus de CO2 que la Terre moderne, avait du N2 dans un ordre de 2 des niveaux modernes et des quantités extrêmement faibles d'O2. On pense que la chimie atmosphérique était « faiblement réductrice », et que des gaz réduits comme CH4, NH3 gaz et H2 y étaient présents en petites quantités. La composition de l'atmosphère prébiotique a probablement été périodiquement modifiée par les impacteurs, ce qui peut avoir temporairement provoqué une « forte réduction » de l'atmosphère. 
Reconstituer la composition de l'atmosphère prébiotique est essentiel pour comprendre l'origine de la vie, car elle peut favoriser ou inhiber certaines réactions chimiques à la surface de la Terre considérées comme importantes pour la formation du premier organisme vivant. L'abiogénèse a commencé très tôt à modifier l’atmosphère, il y a au moins 3,5 milliards d’années et peut-être bien avant, ce qui marque la fin de l’atmosphère prébiotique.

### Atmosphère biotique

Evolution de température de la surface de la Terre durant les 541 derniers millions d'années et positionnement par rapport aux périodes géologiques successives et aux événements les plus marquants.

### La crise climatique de l'anthopocène: évolution récente du taux deCO2

Evolution du taux de dioxyde de carbone au cours des 1000 dernières années (graphique du haut) et des 800 000 dernières années (graphique du bas). Le taux de CO2 (parties par millions) a au cours du dernier siècle dépassé un plafond jamais atteint durant cette période (environ 300 ppm) en évoluant de manière exceptionnellement rapide au cours des dernières décennies.

Evolution des différentes sources humaines de dioxyde de carbone depuis 1880 (début de l'accélération de l'ère industrielle).

La concentration en dioxyde de carbone dans l'atmosphère a oscillé entre 180 et 280 ppm entre 800 000 ans dans le passé et le début de la révolution industrielle, ces valeurs minimales et maximales correspondant respectivement aux périodes glaciaires et interglaciaires. Depuis le début de la révolution industrielle, principalement en raison de la combustion de grandes quantités de carbone fossile, la concentration en CO2 dans l’atmosphère augmente régulièrement, elle atteint 430 ppmv en juin 2025. La concentration de CO2 augmenterait actuellement deux cents fois plus rapidement qu'à la sortie du dernier âge glaciaire il y a 10 000 ans, avec une variation d'environ +3,7 ppmv/an par an contre environ +0,016 ppmv/an (+16 ppbv/an) de moyenne à l'époque[réf. souhaitée].
Des concentrations supérieures à celle de 2025 ont existé par le passé mais dans des conditions complètement différentes (composition de l'atmosphère, niveau de rayonnement du Soleil, ...) qui n'ont pas joué de même manière sur la température moyenne de la Terre. Les bouleversements induits à l'époque ne pouvaient toucher l'homme qui n'avait pas encore fait son apparition. Ce qui rend l'évolution actuelle atypique est la vitesse avec laquelle le taux de CO2 évolue rendant particulièrement difficile l'adaptation des milieux naturels et donc des sociétés humaines.
En mai 2013, l'observatoire du Mauna Loa à Hawaï annonce que la teneur atmosphérique en CO2 a franchi, sur ce site, le cap symbolique des 400 ppm (400,03 ppm de moyenne relevé le 9 mai 2013), niveau le plus élevé depuis 55 ans de mesures en ce lieu et certainement depuis deux à trois millions d'années,,, c'est-à-dire depuis le Pliocène. Il est important de noter que des concentrations supérieures ont déjà été mesurées par le passé, mais en d'autres lieux, par exemple en avril 2012, au Canada, en Norvège (début 2013), en Équateur et aux îles Canaries, ainsi que par les mesures indépendantes de la National Oceanic and Atmospheric Administration (NOAA) (en Arctique en 2012 par exemple) et du Scripps Institution of Oceanography (seuil aussi franchi le 10 mai 2013 pour ces deux derniers). Les spécialistes estiment que l'hémisphère sud devrait franchir ce cap symbolique courant 2014, différence de quelques mois qui serait en partie liée au fait que les gaz à effet de serre sont majoritairement émis au nord de l'équateur. Par ailleurs, à cause des fluctuations saisonnières principalement dues à la végétation, des pics sont atteints en mai et en automne alors que le niveau diminue légèrement en été ; en conséquence, le niveau annuel moyen actuel reste légèrement en deçà de ce seuil symbolique, autour de 396 ppm (taux moyen entre septembre 2012 et septembre 2013, période durant laquelle le niveau a varié entre 391 et 400 ppm), mais le seuil devrait être franchi à toute date de l'année entre 2015 et 2016. Aucun niveau inférieur à 350 ppm n'a été mesuré à Hawaï depuis octobre 1988. En janvier 2017 la fraction molaire en dioxyde de carbone s'élève,  à 0,040 4 %, soit 404 ppm alors qu'en 1998, elle n'était que de 345 ppm. En mai 2025 ce taux mesuré au au Mauna Loa (Hawaï) atteint 428 ppm. La variation du taux de CO2 s'est accéléré au cours des cinquantes dernières années passant de moins de 1% avant les années 1960 à 2,2% au cours de la décennie 2010.
Historique des mesures
- Pliocène (−5 à −3 millions d'années) : 415 ppm[réf. souhaitée], 350 à 450 ppm (moyenne de 400 ppm)[37]
- Stage 11 (−400 000 ans) : 290 ppm[33]
- 68 000  avt JC : 227,4 ppm [42]
- 18 000 avt JC : 189,2 ppm[42]
- 400 avt JC : 284,7 ppm[42]
- avant la révolution industrielle (avant le XIXe siècle) : 280 ppm[41]
- 1958 : 315 ppm[33]
- 1971 : 330 ppm
- 2001 : 370 ppm
- 2005 : 382 ppm[33]
- 2011 : 392 ppm[42]
- 2017 : 404 ppm[39]
- 2020 : 413 ppm[41]
- 2025 : 428 ppm[2]

### Évolution à long terme de l'atmosphère terrestre
La Terre est condamnée par le vieillissement du Soleil. Celui-ci, une fois l'hydrogène consommé, se transformera d'ici à 6 milliards d'années en géante rouge plongeant la Terre dans une fournaise. Mais la vie sur notre planète aura disparu bien avant du fait de la défaillance du système de régulation reposant sur la trinité climat-carbone-tectonique qui a permis de maintenir des conditions permettant la vie depuis 3,5 milliards d'années (ère biotique) :
- La luminosité du Soleil augmente de 7% par milliard d'années ce qui entraine une intensification du processus évaporation-pluie-érosion. L'accélération du rythme de l'érosion induite va être à l'origine d'un accroissement de la capture du dioxyde de carbone par le sol et une diminution de sa présence dans l'atmosphère. En deçà d'un taux de 150 ppm dans l'atmosphère le processus de photosynthèse est menacé même si les plantes peuvent éventuellement s'adapter à des taux plus faibles. Selon les modélisations récentes (2015) la disparition des plantes commencerait à une échéance comprise entre 500 millions et 1 milliard d'années (dans ce dernier cas si les plantes parviennent à adapter le processus de photosynthèse à la nouvelle donne).
- La disparition progressive de la photosynthèse va entrainer la disparition progressive de l'oxygène. Ce ne sera pas la fin du vivant puisque des organismes savent se passer de ce gaz, mais cela devrait conduire à la disparition des organismes complexes (multi-cellulaires).
- La montée de la température va entrainer la disparition progressive des océans. Aujourd'hui l'échappement de la vapeur d'eau dans l'espace est bloqué par la tropopause, une strate de l'atmosphère à la fois très froide et très sèche dont la teneur en vapeur est de ce fait  extrêmement basse. Cette caractéristique en fait une barrière très efficace qui bloque l’ascension de la vapeur d'eau. L'augmentation de la température due au Soleil va se traduire pas une évaporation massive des océans, une augmentation de l'effet de serre induit par ce phénomène et l'abolition progressive de la barrière constituée par la tropopause. Selon les simulations l'évaporation complète des océans devrait prendre environ 200 millions d'années. Le phénomène d'évaporation, qui pourrait être accéléré par un emballement du processus, pourrait se produire dans environ 1 milliard d'années (modélisation de 2015).
- La tectonique des plaques qui contribue à l'équilibre du climat et au maintien d'une combinaison de gaz atmosphériques adéquate dans l'atmosphère, va progressivement s'arrêter. Son existence dépend en effet d'une part de la chaleur interne de la Terre qui décroit progressivement et d'autre part de la lubrification qui permet le processus de subduction et qui est réalisé par l'eau présente dans le manteau mais qui pourrait disparaitre tout comme l'eau des océans.

## Historique de l'étude de l'atmosphère terrestre
L'étude scientifique de l'atmosphère terrestre est relativement récente. On peut la faire débuter avec les premières mesures de la pression atmosphérique au sol au milieu du XVIIe. A la fin du 19e siècle et au début du 20e siècle la mise au point des émetteurs/récepteurs radio  va permettre l'exploration à distance de l'ionosphère tandis que les ballons-sondes permettent des études in situ de la stratosphère. Il faut attendre le milieu du 20e siècle pour que les scientifiques commence à disposer de moyens d'investigation permettant l'étude in situ de l'ensemble la haute atmosphère grâce au développement des fusées-sondes puis des satellites scientifiques donnant enfin une image relativement précise de la structure et des processus à l'oeuvre au sein de l'atmosphère terrestre.   

### Première mesure de la pression atmosphérique (1643)
La première étude scientifique de l'atmosphère est réalisée en 1643 par l'Italien Evangelista Torricelli, élève de Galilée. En tentant d'élucider un problème soulevé par les fontainiers de Florence, qui ne parviennent pas à mettre au point une pompe capable d'élever l'eau de plus de 10 mètres, Torricelli réalise que la couche de gaz qui s'étend du sol jusqu'au sommet de l'atmosphère constitue une masse qui doit exercer une force (désignée par la suite « pression atmosphérique ») à l'origine de ce problème. Pour confirmer son hypothèse, il reproduit le phénomène en utilisant du mercure, 13 fois plus dense que l'eau, pour limiter la taille de l'expérience. Le mercure est versé jusqu'à son orifice dans un tube en verre d'un mètre de long, qui est retourné dans une cuve elle-même remplie de mercure. Un vide se crée dans le haut du tube car la pression de la couche de l'atmosphère s'exerce sur le mercure de la cuve mais pas sur le contenu du tube. La hauteur du mercure dans le tube au-dessus de la surface de la cuve (environ 760 mm) est proportionnelle à la pression exercée par l'atmosphère. Toricelli vient ainsi d'inventer le premier baromètre. Il en déduit que la pression exercée par l'atmosphère est de 1,03 kg/m2. Pour tester la thèse de Torcelli, Blaise Pascal demande à son beau-frère Florin Périer de reproduire les mesures du savant italien à différentes altitudes. Celui-ci effectue ces mesures, notamment au sommet du Puy de Dôme (1 645 mètres) le 19 septembre 1648,. Les données obtenues confirment que la pression atmosphérique diminue avec l'altitude, prouvant ainsi la pesanteur de l'air. Toricelli et Pascal donnent leur nom aux deux unités de mesure utilisées par la communauté scientifique pour quantifier la pression atmosphérique.

### Premières estimations de l'épaisseur de l'atmosphère, de sa structure et de sa température (18eet19esiècles)
La percée scientifique suivante est réalisée par Edmond Halley, qui en 1714 donne une première estimation de la hauteur de l'atmosphère terrestre. Il l'évalue à 70 km en observant les trajectoires des météorites y pénétrant en brûlant, et en estimant la vitesse à laquelle la pression décroit avec l'altitude à partir de mesures de pression faites par des personnes ayant escaladé des montagnes. Il sous-estime son épaisseur car il ignore que la composition de l'atmosphère est différente à haute altitude. Halley avance également que la température doit décroitre de 1 °C à chaque fois qu'on s'élève de 160 mètres. Les aéronautes, à bord de leurs ballons, découvrent par la suite que cette théorie comporte des exceptions en constatant qu'il existe des régions chaudes, les inversions thermiques.
En 1893, Hermite et Besançon,  en utilisant des ballons-sondes équipés d'instruments de mesure, découvrent que la température recommence à s'élever au-dessus d'une certaine altitude (vers 13 km). Teisserenc de Bord suggère alors que l'atmosphère comporte deux régions : la troposphère, caractérisée par un air humide et turbulent dont la température décroit avec l'altitude, et, au-dessus de celle-ci, une région sèche et relativement calme dans laquelle la température est relativement constante à 220 kelvins, que Napier Shaw baptisera « stratosphère ». Mais à l'époque, les scientifiques n'ont pas de certitude concernant l'évolution de la température au-dessus de la stratosphère.

### Découverte de l'ionosphère (1902)
En 1901, l'inventeur italien Guglielmo Marconi réalise la première liaison radio transatlantique par télégraphie sans fil (TSF) entre Terre-Neuve (Canada) et Poldhu (sud du comté des Cornouailles, Angleterre). Cette performance semble à l'époque difficile à expliquer car, compte tenu de la rotondité de la Terre, les ondes radio qui circulent en ligne droite n'auraient pas dû pouvoir être captées par la station de réception. La première explication est avancée simultanément par Oliver Heaviside en Angleterre et Arthur Edwin Kennelly aux États-Unis : une strate de l'atmosphère, située à une altitude supérieure à 100 kilomètres et formant une couche conductrice du fait de la présence d'ions, réfléchit les ondes radio. Cette région de l'atmosphère, baptisée à l'époque « couche de Heaviside », sera renommée ionosphère dans les années 1920. Peu après cette première se développent la radio commerciale ainsi que des méthodes permettant de mesurer l'intensité du signal radio. Ces avancées permettent de découvrir que l'intensité du signal radio varie de manière régulière en fonction du cycle diurne et des saisons, du cycle solaire et des orages magnétiques.
De nombreuses observations effectuées en utilisant les ondes radio permettent d'accumuler une grande quantité de données sur les caractéristiques de la région ionisée de la haute atmosphère (étendue, évolution) et donnent suffisament d'éléments aux scientifiques pour que ceux-ci puissent développer les premières théories sur les processus à l’œuvre. De nouvelles techniques de sondage de l'ionosphère sont également mises au point. Les expériences effectuées permettent d'établir que la couche conductrice ionisée se situe dans une strate de l'atmosphère qui sera par la suite baptisée thermosphère. Les connaissances sur celle-ci commencent à progresser rapidement à compter de 1924, lorsque des expériences radio portant sur l'ionosphère sont réalisées. Breit et Tune aux États-Unis ainsi que Appleton et Barnette au Royaume-Uni démontrent que, même durant la nuit, une onde radio suivant une trajectoire verticale est renvoyée par cette couche. Ces expériences seront cruciales pour le développement des communications radio et la compréhension des processus à l’œuvre, car elles déterminent le degré d'ionisation à différentes altitudes et confirment la stabilité du phénomène.

### Premières mesuresin situde la haute atmosphère à l'aide de fusées-sondes (1945)
Des observations coordonnées de la haute atmosphère à l'échelle mondiale sont réalisées par 12 pays pour la première fois en 1892 dans le cadre de la première Année polaire internationale. Celle-ci a pour objectif de faire coopérer des chercheurs du monde entier sur des sujets comme la météorologie, les aurores et le géomagnétisme. Un deuxième événement du même type est organisé en 1933 avec des chercheurs venant plus grand nombre de pays (40) et en incluant de nouveaux thèmes tels que les propriétés physiques et chimiques de l'ionosphère (aéronomie). Immédiatement après la fin de la Seconde Guerre mondiale, le développement des fusées permet aux scientifiques de disposer d'un nouveau mode d'exploration de la haute atmosphère. Des instruments de mesure sont installés à bord du missile balistique V2 allemand (ces missiles ont été récupérés après l'occupation de l'Allemagne) et de la petite fusée WAC Corporal, développée par le centre de recherche californien JPL pour le compte de l'Armée américaine. Aux États-Unis, ces engins sont remplacés durant la décennie 1950 par des variantes de la fusée-sonde Aerobee. Les plus puissantes d'entre elles permettent de lancer plus de 60 kilogrammes d'instruments scientifiques à une altitude de 240 kilomètres, soit bien plus haut que les ballons-sondes utilisés jusque là pour effectuer des mesures in situ. C'est dans ce contexte que la troisième Année polaire internationale est organisée en 1957, année d'un maximum solaire devenue Année géophysique internationale, à laquelle participent 57 nations. À cette occasion, environ 400 fusées-sondes sont lancées, dont une bonne partie depuis des latitudes proches du pôle. Les instruments embarqués à bord de ces fusées permettent de recueillir des données in situ sur la thermosphère, sur de courtes durées (durant la phase haute de leur vol parabolique).

### Début de l'ère spatiale: l'apport des satellites (1957)
A compter des débuts de l'ère spatiale (1957), les observations effectuées à l'aide de fusées-sondes sont complétées par des mesures effectuées à l'aide d'instruments embarqués sur des satellites artificiels qui permettent d'effectuer des mesurer à très haute altitude et au-dessus de l'atmosphère sur de longues périodes. Malgré ces avantages, les fusées-sondes continuent d'être utilisées en parrallèle car elles sont plus simples, moins couteuses et immédiatement disponibles. Les expériences scientifiques embarquées sur les satellites sont de nature très variables. Elles vont mettre en évidence notamment l'existence d'un environnement de particules chargées électriquement très énergétiques (plasma) piégées par le champ magnétique terrestre dans une vaste région englobant l'atmosphère terrestre et baptisée magnétosphère. Avec les données collectées conjointement par les fusées-sondes et les satellites les scientifiques commencent à entreapercevoir la très grande complexité de l'atmosphère terrestre. C'est à cette époque que la structure des différentes strates de l'atmosphère avec ses principales caractéristiques est clairement établie. En plus de la troposphère, de la stratosphère, de la mésosphère, de la thermosphère et de l'ionosphère déjà connues, les chercheurs identifient la magnétosphère et l'exosphère ainsi que les différentes régions frontières séparant les couches atmosphériques : tropopause, stratopause, mésopause, thermopause et magnétopause.
Les données fournies par l'évolution de l'orbite  des premiers satellites puis par une série d'engins spatiaux à forte trainée, notamment les Explorer 9, 19 et 24 de la NASA en forme de ballon, obligent les scientifiques à réévaluer à la hausse leurs estimations de la densité de la très haute atmosphère. Un instrument embarqué à bord du satellite Explorer 17 en 1964 permet d'effectuer une première cartographie de la densité entre 250 et 330 kilomètres. Les mesures in situ effectuées à l'aide d'instruments embarqués à bord de fusées-sondes et de satellites scientifiques permettent en 1964 d'établir les faits suivants concernant la haute atmosphère confirmant les modèles théoriques de la thermosphère : 
- la température augmente fortement à partir de la turbopause (à environ 110 kilomètres) jusqu'à l'altitude de 200 kilomètres ;
- la température reste pratiquement constante au-dessus de 250 kilomètres ;
- les constituants de l'atmosphère ne sont pas mélangés de manière homogène au-dessus de 120 kilomètres ;
- au-dessus de 200 kilomètres, la température et la densité varient fortement durant le cycle diurne. Il est également observé une forte variation en fonction des saisons, du cycle solaire et des tempêtes magnétiques.

Les raisons pour lesquelles la température s'élève dans la thermosphère ne sont pas claires au début de l'ère spatiale. La communauté scientifique avant l'hypothèse que cette chaleur est transmise par des gaz chauds présents dans l'espace interplantaire.